# Hora de la escuela
Hora de la escuela es el primer corto de la serie animada de televisión Avatar: la leyenda de Aang que presenta el formato Chibi, el corto fue realizado por los creadores de la serie, pero no tiene relación ni efecto con la historia principal.

## Resumen
Es un día en la escuela donde todos los personajes jóvenes se encuentran en un aula divirtiéndose, unos están realizando actividades, otros molestando a otros, en esto vemos a Katara con una gran sonrisa escribiendo en una hoja y sentada en una mesa, aparecen Azula, Mai y Ty Lee por la espalda mirándola con desprecio por la forma tan tierna y linda que tiene, Azula le lanza un rayo, en lo que Katara termina amenazándolas con el puño, pero a ellas no les da importancia. En esto aparece el "Maestro Roku" (en su forma original), en lo que toda el aula se pone en orden, Roku les dice que les tiene la noticia que el próximo viernes el evento más importante de sus jóvenes vidas se hará, "La Danza del Dragón Dorado", Roku desaparece, en esto Sokka le dice a Aang que tiene problemas en decidir a quien llevar, a Suki o a la Princesa Yue, Sokka se queda mirando a Suki quien le responde con un guiño amoroso, después dirige su mirada a Yue quien responde igualmente, Suki y Yue terminan en una pelea (haciendo sonidos como pelea de gatos) por ver quien lo lleva, Aang dice que él ya sabe a quien llevará, en esto Katara es rodeada por Jet, Zuko y Haru, todos con un ramo de flores para Katara, esto hace que Aang se enoje, entre en estado Avatar de forma paródica. Después de esto, es la hora de gimnasia, Aang se dirige a Katara intentando invitarla al baile, pero es azotado por la tierra control de Haru, en lo que se acerca para decirle lo mismo, Jet interviene cayéndole a Haru, después a Jet le queman la retaguardia por el fuego control de Zuko. Ahora Katara se encuentra en la biblioteca (de Wa-shi-tong, atendía por en el persona) leyendo, Aang la mira con amor y decide escribirle la invitación de forma anónima, y rápidamente la hace un avión de papel, con un corazón dibujado encima, se la envía y aterriza en frente de ella, Katara se extraña y la lee, se sonroja, después se da cuenta de que el Rey Bumi está a la par de él, Katara lo mira con disgusto, hace la carta una bola y se la tira en la cabeza, en esto Aang de la frustración se golpea la cabeza con su mano con tal fuerza que se deja la marca de la mano en la frente , después Aang decide ir donde Iroh para que le de algún consejo, Iroh le da una idea accidentalmente y Aang rápidamente sale del lugar. En el "parque", Katara se encuentra encima de Appa con Momo, aparece Jet intentándola convencer otra vez, pero en forma breve, aparece Zuko con un gran corazón hecho por su fuego control, diciéndole que su corazón arde por ella, aparece una gran estatua de Katara hecha por Haru, Katara se sonroja y le dice que es hermosa, pero que es muy sensible para ella, lo que hace que Haru se decepcione, aparece Ty Lee y le dice a Haru que le encantan los chicos sensibles, Haru se alegra, quita la cabeza de la estatua y hace una de Ty Lee, lo que hace que Ty Lee se le tire encima besándolo, Momo le avisa a Katara que mire arriba, en esto aparece Aang encima del planeador de Teo en el aire, escribiendo un mensaje mientras Teo ayudaba con las nubes, la nube dice: “Katara, ¿Quieres ir al baile conmigo? De: Aang”. Katara queda impresionada, en esto Aang baja y Katara dice que le encantaría ir con él, Aang se emociona, pero Katara agrega que ya había decidido con quien ir, lo que hace que Aang se haga piedra y el viento lo hizo polvo. Haru, Zuko y Jet, estaban ansiosos de ver a quien escogería, en esto aparece "El Espíritu Azul", por lo que los 3 terminan tristes y llorando. Katara toma de la mano al "Espíritu Azul" y le dice que prefiere a los chicos calmados y misteriosos, en lo que Zuko, mientras llora, dice que no vio venir eso. Katara y el Espíritu Azul caminan en frente del ocaso, felizmente.